# 나의 아내를 슬프게 하는 것들
"나의 아내를 슬프게 하는 것들"은 1991년에 개봉한 대한민국의 영화이다.

## 캐스팅
- 노주현 : 주환 역
- 고두심 : 은희 역
- 한혜선 : 혜수 역
- 이혜근 : 정아 역
- 이궁희 : 정태 역
- 윤양하 : 황 판사 역
- 방희 : 황 판사 아내 역
- 최종원 : 검사 찬웅 역
- 오승룡 : 판사 역
- 이승일 : 이 변호사 역
- 김기종 : 안과의사 역
- 이지산 : 혜수 의부 역
- 옥승일 : 혜수 의붓오빠 역
- 조기영 : 친구들 역
- 차승진 : 친구들 역
- 이성훈 : 남자 1 역
- 이영길 : 남자 2 역
- 김호웅 : 삼성식품간부 역
- 정영국 : 서기 역
- 오희찬 : 중년남자 역
- 유영국 : 피고남자 역
- 박연주 : 피고여자 역
- 윤선희 : 여자증인 역
- 노경태 : 포장마차주인 역
- 조용수 : 장 변호사 역
- 최민금 : 장 변호사 아내 역